# Kosmos 467
O Kosmos 467 (em russo: Космос 467) também denominado DS-P1-Yu Nº 49, foi um satélite artificial soviético lançado ao espaço com sucesso no dia 17 de dezembro de 1971 através de um foguete Kosmos-2I a partir do Cosmódromo de Plesetsk.

## Características
O Kosmos 467 foi o quadragésimo nono membro da série de satélites DS-P1-Yu e o quadragésimo quarto lançado com sucesso após o fracasso dos lançamentos do segundo, do vigésimo terceiro, do trigésimo segundo, do quadragésimo e do quadragésimo quarto membros da série. Sua missão era auxiliar sistemas antissatélites e antimíssil soviéticos.
O Kosmos 467 foi injetado em uma órbita inicial de 502 km de apogeu e 279 km de perigeu, com uma inclinação orbital de 71 graus e um período de 91,9 minutos. Reentrou na atmosfera terrestre em 18 de abril de 1972.